# Diagnosis: Murder
Diagnosis Murder (Diagnóstico Asesinato en España y Diagnóstico Crimen en Latinoamérica) es una serie de televisión de temática misterio/médica/drama criminal con episodios de 45 minutos basada en el popular drama policial de los años 80 con el mismo nombre, creada por Joyce Burditt y protagonizada por Dick Van Dyke, como el doctor Mark Sloan, un médico que resuelve crímenes con la ayuda de su hijo, desempeñando a un detective de homicidios también su hijo en la vida real: Barry Van Dyke.
La serie fue producida por Viacom Productions y actualmente es distribuido por CBS Television Distribution, la rama de distribución de CBS Paramount Television.
La serie comenzó como una secuela de Jake y el Gordo (el doctor Mark Sloan hizo su primera aparición en el episodio 4x19 "Nunca entró en mi mente"). Durante 1993 se estrenaron tres películas para televisión con Dick Van Dyke y Barry Van Dyke en los mismos papeles pero con diferentes compañeros. Finalmente, el 29 de octubre de 1993 se estrenó en CBS. A pesar de un prudente éxito inicial, tuvo que luchar por mantenerse al ser cancelada en otoño de 1995 después de dos temporadas, para luego recuperada a mitad de temporada televisiva (con algunos cambios en el reparto) con su tercera temporada y fue renovada desde entonces.
Con la cancelación final de la serie el 11 de mayo de 2001, se realizaron 178 episodios, emitidos en ocho temporadas en la red de cadenas de CBS en Estados Unidos desde 1993 a 2001. Posteriormente se realizaron dos películas para televisión más.
Las tres primeras películas de TV fueron realizadas en Vancouver. Las dos primeras temporadas de la serie fueron grabadas en Denver, y todas las temporadas siguientes en Los Ángeles.
Desde 1997, se realizaron reemisiones de la serie en ABC Family (anteriormente The Family Channel), los domingos en el Hallmark Channel en América, días laborables en Hallmark Channel (Reino Unido) y BBC One en el Reino Unido y días laborables en TV1 de Foxtel en Australia.
En España en la actualidad se emite por el canal de TDT Paramount Network (España) y la plataforma de video bajo demanda SkyShowtime.

## Antes de la serie
La primera aparición del Doctor Sloan fue en el episodio "Nunca entró en mi mente" (4x19) de Jake y el Gordo. En él, el Doctor Mark Sloan era un viudo sin hijos y Ally Walker desempeñaba a la Doctora Amanda Bently, un papel que fue realizado por Cynthia Gibb en las películas de TV y, finalmente, Victoria Rowell en la serie de TV. Stephen Caffrey desempeñó al Doctor Jack Stewart en las películas, un papel que fue realizado por Scott Baio en la serie.
El hijo del protagonista, el Detective Steve Sloan, no apareció hasta la primera película para televisión.

## Argumento
El argumento gira en torno al doctor Mark Sloan (Dick Van Dyke), un médico renombrado que de vez en cuando trabajaba para la policía como un consultor, y era incapaz de resistirse a un buen misterio o la posibilidad de ayudar a un amigo en apuros . Aquellos casos a menudo implicaban a su hijo, el detective Steve Sloan (interpretado por Barry Van Dyke, su hijo en la vida real). Le ayudaban sus colegas la médico forense/patóloga doctora Amanda Bentley (Victoria Rowell) y el doctor Jack Stewart (Scott Baio), quien posteriormente fue substituido por un nuevo residente, el doctor Jesse Travis (Charlie Schlatter).

## Reparto
| Actor             | Personaje                          | Descripción |
| ----------------- | ---------------------------------- | --- |
| Dick Van Dyke     | Dr. Mark Sloan                     | Jefe de Medicina Interna del Hospital General de Comunidad, y protagonista de la serie. Hijo de un policía y padre de otro, en cuyos casos solía estar implicado. Él es el consultor médico del LAPD. Dick Van Dyke fue considerado para el papel principal después de los comentarios y críticas positivas que recibió su papel dramático en la película Dick Tracy (1990) (aunque el personaje que interpretó en la película fuera un villano y no se pareciese en nada al doctor Mark Sloan). En la serie, el carácter tenía intereses referidos al baile de llaves y tocar el clarinete; sin embargo, estos caracteres fueron considerados como una distracción y se decidió atenuarlos, por lo que tarde o temprano irían siendo eliminados del personaje conforme progresaba la serie. |
| Barry Van Dyke    | Teniente de detectives Steve Sloan | Un detective de policía (teniente posteriormente) en el Robo/División Homicida del LAPD e hijo del Doctor Mark Sloan. Después de que un terremoto destruyese su apartamento, él, vivió en un apartamento separado de la casa de playa y de su padre en Malibu. Steve a menudo bucea para detener a criminales. |
| Cynthia Gibb      | Dra. Amanda Bentley                | En las películas de TV, antes de la serie, más tarde Bentley-Livingston (Victoria Rowell), la patóloga reside en el Hospital General de Comunidad y es la ayudante del médico forense, que es también "la novia" del Doctor Mark Sloan y compañera médica, que le implica en cada uno de los casos de Steve, después del accidente. Como un carácter favorable del espectáculo, ella también dató a Jack y era la mejor amiga de Jesse posteriormente. Durante la serie, ella se casó con un militar, y tenía un hijo llamó C.J. Según el episodio, ella se divorció de él o él falleció en un accidente de avión. Más tarde en la serie, ella adoptó a otro muchacho, Deon. |
| Scott Baio        | Dr. Jack Stewart                   | (1993-1995, temporadas 1-2), un doctor del Hospital de General de Comunidad y el mejor amigo de Steve, a menudo le ayuda en sus casos. Él se marchó para abrir su propia práctica en Colorado. |
| Charlie Schlatter | Dr. Jesse Travis                   | (1995-2001, temporadas 3-8), un residente del Hospital General de Comunidad quien se refugió bajo su ala. Él a menudo estaba implicado en los casos de Steve, con intenciones buenas, pero no resultados siempre buenos. |
| Michael Tucci     | Norman Briggs                      | (1993-1997, temporadas 1-4), el director del Hospital General de Comunidad y amigo íntimo del Dr. Mark Sloan, aunque a veces le enfada. |
| Delores Hall      | Delores Mitchell                   | (1993-1995, temporadas 1-2), la alegre secretaria del Dr. Sloan. |

### Actuaciones especiales
Un aspecto único de la serie era que repitiese esto con frecuencia asignando caracteres de varias series clásicas/reconocidas de televisión.
- Mike Connors repitió de nuevo su carácter titular de Mannix en la temporada 4, en el episodio "El Asesinato Endurecido". En un crossover, la historia del episodio era una consecuencia del episodio de Mannix "La niña perdida".
- Andy Griffith repitió de nuevo su papel titular de Ben Matlock de Matlock en la temporada cuatro 4, en dos partes: "Asesinato de dos". En cierto modo, este hizo que Diagnóstico: Asesinato cerrara el círculo, ya que su serie paternal, Jake y el Gordo, fue inspirada por un episodio de Matlock.
- Barbara Bain repitió de nuevo su papel de Canela Carter en Misión: Imposible en la temporada 5, en el episodio "Descartes".
- El episodio "Debe matar la TV " (5x09) cuenta con un número de pequeños cameos de personalidades de TV como Eric Estrada y el doctor Joyce Brothers, y la participación especial de Stephen J. Cannell como un excesivo productor de TV. Este papel es repetido de nuevo en los dos episodios de "Trash TV" (6x19 y 6x20).
- Peter Graves, que protagonizó junto a Barbara Bain Misión: Imposible como Jim Phelps no retomó su carácter, pero apareció en dos ocasiones: en "Must Kill TV" (5x09) hace un cameo como él mismo y en "Trash TV" (6x19 y 6x20) interpreta a un actor que hace de Doctor Sloane en una serie basada en sus aventuras.
- Robert Culp también protagonizó el episodio "Descartes" como Dane Travis, un espía jubilado, profesional de tenis, y Doctor Travis padre. El carácter era similar a su carácter de I Spy Kelly Robinson, aunque Travis, como se dijera, hubiera trabajado en la Fuerza de Misión Imposible (en la Misión: Imposible).
- En "Descartes" también destacaron apariciones por antiguos espías de TV, como Patrick Macnee (Los Vengadores) y Robert Vaughn (El agente de CIPOL), aunque ellos no desempeñaron sus caracteres originales.
- Jack Klugman también protagonizó en la temporada 4, en el episodio "Médico, asesínate a ti mismo", como un carácter muy similar a su famoso papel en Quincy. Protagonizó otra vez, en la temporada 6, en el episodio "Lleva voces" como el detective de policía Harry Trumble, el antiguo novio de la tardía esposa del Doctor Mark Sloan. Trumble reapareció en el Sotavento la novela de Diagnóstico Asesinato de Goldberg "El Pasado".
- Los actores de Star Trek George Takei, Walter Koenig, Majel Barrett, Wil Wheaton y Grace Lee Whitney junto con Bill Mumy de Perdidos en el Espacio y Babylon 5 eran invitados a Abducción alienígena" un episodio de la temporada sexta, que implicó un rapto ajeno y el encubrimiento.
- Algunos miembros de la serie M*A*S*H, incluyendo a Jamie Farr, Loretta Swit y Guillermo Cristóbal, así como Elliot Gould y Sally Kellerman de la película original fueron invitados al episodio "El taladro de la muerte".
- Randolph Mantooth y Robert Fuller de Emergency! aparecieron juntos en el episodio "Malibu fire" (5x03).
- El episodio "Food fight" (5x23) tiene actores de la serie Happy Days y sus series derivadas, Mork & Mindy y Laverne & Shirley: Erin Moran, Pat Morita, y Donnie Most (Happy Days); Conrad Janis (de Mork y Mindy) y David Lander y Leslie Easterbrook (Laverne y Shirley).

### Emisiones en otros países
| País                 | Emisor                                                            |
| -------------------- | ----------------------------------------------------------------- |
| México               | Azteca 7                                                          |
| El Salvador          | Canal 12                                                          |
| Guatemala            | Canal 3                                                           |
| Honduras             | Canal 5                                                           |
| Nicaragua            | Canal 2                                                           |
| Costa Rica           | Repretel                                                          |
| Panamá               | Telemetro Canal 13                                                |
| Argentina            | El Trece                                                          |
| Chile                | Canal 13                                                          |
| Perú                 | Panamericana Televisión, Frecuencia Latina                        |
| Ecuador              | Ecuavisa, Gamavisión                                              |
| Colombia             | RCN Televisión                                                    |
| Venezuela            | Televen                                                           |
| Brasil               | SBT                                                               |
| Bolivia              | Red Uno, Unitel                                                   |
| Paraguay             | SNT                                                               |
| Uruguay              | Saeta TV Canal 10                                                 |
| República Dominicana | Telesistema 11                                                    |
| España               | La 1, Telecinco, ETB 2, Paramount Network                         |
| Reino Unido          | BBC One, BBC Two, Alibi, Hallmark Channel, Channel 5, CBS Justice |

- Datos: Q1208153